# Walter de Lacy, signore di Meath
Walter de Lacy, signore di Meath e di Weobley (Herefordshire, 1172 circa – Leinster, 1241), è stato un nobile britannico di origine anglo-normanna.

## Biografia
Era il figlio maggiore di Hugh de Lacy, signore di Meath, barone che partecipò all'invasione dell'Irlanda voluta da Enrico II d'Inghilterra, con cui edificò il castello di Trim. 
Era anche un importante proprietario terriero, in particolare a Weobley nell'Herefordshire, a Ludlow nello Shropshire, a Ewyas Lacy nelle marche gallesi, e in Normandia.
Durante la rivolta del principe Giovanni Senzaterra, signore d'Irlanda, contro suo fratello Riccardo Cuor di Leone, nel 1193-94, Walter si unì a John de Courcy per sostenere Riccardo. Walter catturò alcuni cavalieri fedeli a Giovanni e Peter Pipard, giustiziere di Giovanni in Irlanda. Walter rese quindi omaggio a Riccardo per le sue terre in Irlanda nel 1194, ricevendo la sua signoria di Meath. Verso novembre 1195, sposò Margaret de Braose, figlia di Guglielmo de Braose, che sarebbe stato perseguitato da Giovanni Senzaterra anni più tardi.
Dopo essere salito al trono d'Inghilterra nel 1199, Giovanni scrisse al suo giustiziere in Irlanda per lamentarsi che de Courcy e de Lacy avevano distrutto le sue terre irlandesi .
Nel 1206 e 1207, Walter fu coinvolto in un conflitto con Meiler FitzHenry, giustiziere d'Irlanda, che aveva sequestrato il feudo Limerick che era sotto la custodia di Walter de Lacy. Re Giovanni chiamò Walter a comparire davanti a lui, in Inghilterra, nell'aprile del 1207. Intanto, il fratello di Walter, Hugh de Lacy, I conte di Ulster, aveva fatto prigioniero di Meiler FitzHenry; Giovanni accettò quindi, nel marzo 1208, di dare a Walter un contratto di riconoscimento di diritti per le sue terre di Meath. Al suo ritorno in Irlanda, nel 1208, Walter potrebbe aver agito come giustiziere d'Irlanda al posto del deposto Meiler FitzHenry.